# Rot-blaue Koalition
Als rot-blaue Koalition oder blau-rote Koalition bezeichnet man in Österreich eine Koalition zwischen der Sozialdemokratischen Partei Österreichs (SPÖ) und der Freiheitlichen Partei Österreichs (FPÖ).

## Bundesebene
Nach langwierigen Koalitionsverhandlungen mit der ÖVP bildete die SPÖ unter Bruno Kreisky mit Unterstützung der FPÖ unter Friedrich Peter nach der Nationalratswahl 1970 eine Minderheitsregierung. Preis für die FPÖ-Unterstützung war eine Wahlrechtsänderung, die kleinere Parteien wie damals die FPÖ weniger benachteiligte und eine damit verbundene Anhebung der Mandatszahl im Nationalrat.
Eine tatsächliche SPÖ-FPÖ-Regierungskoalition ergab sich auf Bundesebene bisher nur einmal von 1983 bis 1987 unter den Bundeskanzlern Fred Sinowatz und Franz Vranitzky und dem Vizekanzler Norbert Steger (FPÖ). Als 1986 der liberale Kurs der FPÖ durch die Wahl Jörg Haiders zum Bundesparteiobmann beendet wurde, zerbrach auch die Koalition, da Haider eine betont nationalistische und rechtspopulistische Ausrichtung vertrat.

## Landesebene

### Kärnten
Auch nach der Landtagswahl in Kärnten 2004 wurde eine blau-rote Koalition gebildet – mit der FPÖ als größerem und der SPÖ als Juniorpartner – die Sozialdemokraten wählten Jörg Haider zum Landeshauptmann. Das Bündnis wurde in der Presse auch als „Chianti-Koalition“ bezeichnet, weil Haider und der SPÖ-Landesparteivorsitzende Peter Ambrozy die Zusammenarbeit bei einem Glas toskanischen Rotweins vereinbarten. Nach der Abspaltung des Bündnisses Zukunft Österreich (BZÖ) von der FPÖ ging diese in eine orange-rote Koalition über.

### Burgenland
Nach der Landtagswahl im Burgenland 2015 einigten sich SPÖ und FPÖ auf eine gemeinsame Regierung. Sie war innerhalb der SPÖ stark umstritten Nach der Ibiza-Affäre im Mai 2019 wurde die nächste reguläre Landtagswahl 2020 um drei Monate auf Jänner 2020 vorverlegt, bei welcher die SPÖ die absolute Mandatsmehrheit erreichte und somit ohne Koalitionspartner regieren konnte.
Kurzzeitig stand eine rot-blaue Koalition auch bei der darauf folgenden Wahl im Raum. Bei der Landtagswahl im Burgenland 2025 verlor die SPÖ die absolute Mandatsmehrheit und brauchte deswegen einen Koalitionspartner. Landeshauptmann Hans-Peter Doskozil führte kurzzeitig "Vorsondierungen", wie er selbst sagte, mit der FPÖ, entschied sich aber letztendlich für eine Regierung mit den Grünen.

## Gemeindeebene
In mehreren größeren und kleineren Städten in Österreich regierten oder regieren rot-blauen Bündnisse. Dazu zählen etwa die oberösterreichische Landeshauptstadt Linz, hier wurde die Koalition nach der Ibiza-Affäre 2019 aufgekündigt, in der Kärntner Landeshauptstadt Klagenfurt gab es auch Rot-Blau bis 2021. In der niederösterreichischen Bezirkshauptstadt Stockerau gab es bis 2018 Rot-Blau.